# Euston Baker
Euston Edward Francis Baker, britanski general, * 1895, † 1981.